# Transpoviron

Mimivirus un virus gigante.

Los transpovirones son transposones que se encuentran presentes en los genomas de los virus gigantes.
Son fragmentos lineales de ADN de aproximadamente siete kilobases que abarcan de seis a ocho genes que codifican proteínas. Dos de estos genes tienen homólogos con los genes de los virófagos que pudieron adquirirse por transferencia horizontal. Los transpovirones codifican una superfamilia de helicasa, que abarca un dominio de ADN polimerasa de la familia B inactivado. Basado en el análisis filogenético del dominio helicasa, los descubridores concluyeron que los transpovirones evolucionaron de los transposones polintones a través de la pérdida de varios genes, incluidos los que codifican las proteínas del módulo morfogenético.